# Kai Bülow
Kai Bülow (Rostock, 31 maggio 1986) è un ex calciatore tedesco, di ruolo difensore.